# Collar de perlas (sexualidad)

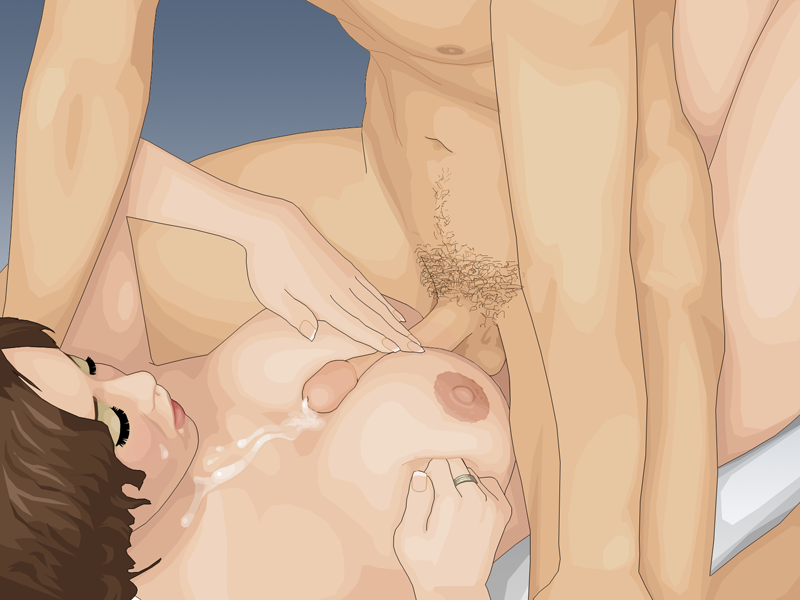
Ilustración de una masturbación con los pechos, una técnica de sexo segura que lleva a un "collar de perlas".

Un collar de perlas es un término coloquial, de la jerga sexual, se refiere a un acto sexual en el cual el hombre eyacula en o cerca del cuello, el tórax o pecho de otra persona. Se puede hacer después de la masturbación con los pechos o del sexo oral. El resultado es, según algunos, como un collar de perlas debido a las fibrosas gotas blancas traslúcidas de semen que se depositan allí.
Los términos alternativos en el argot que también existen son: mear en la canoa y la araña jizz.

## Práctica
Es una de las actividades que las prostitutas utilizan como alternativa en el sexo, seguras para los clientes que se niegan a usar condón, porque la masturbación con los pechos en mujeres de senos grandes se siente como el sexo con penetración.

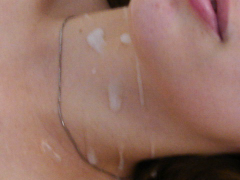
Collar de perlas.

## En la cultura popular
. El "collar de perlas" es un tema que ha aparecido en la cultura popular. 
- Una canción llamada Pearl necklace, de ZZ Top hace referencia a dicho acto sexual.
- Ha aparecido en películas como Forgetting Sarah Marshall[n 1] y Half Baked.[n 2]
- Aparece en al menos un episodio del programa de HBO y en Sex and the City.[7]

- Un álbum musical y sencillo con el mismo nombre de la cantante Colombiana,  Marbelle.